# Charles Rischard
Charles Rischard, né le 15 mai 1841 à Diekirch (Luxembourg) et mort le 12 juin 1914 à Luxembourg-Ville (Luxembourg), est un juriste et homme politique luxembourgeois.
Du 23 juin 1896 au 25 octobre 1905, Charles Rischard est Directeur général — soit l'équivalent de ministre de nos jours — des Travaux publics dans le gouvernement dirigé par Paul Eyschen.
Charles Rischard est nommé une première fois conseiller d’État, le 15 février 1888, fonction venue à terme le 23 juin 1896 puis, une deuxième fois le 26 octobre 1905, fonction venue à terme le 12 juin 1914.